# Gabrielle (film)
Gabrielle è un film del 2005 diretto da Patrice Chéreau.

## Trama
La vicenda è ambientata a Parigi nei primi del '900. Jean e Gabrielle Hervey, sposati da dieci anni e senza figli, vivono nel lusso in un ambiente apparentemente colto e raffinato, ma senza più passione fra di loro. Un giorno la moglie va via da casa lasciando al marito una breve lettera d'addio. La sera la moglie ritorna a casa, senza fornire al marito spiegazioni sui motivi della sua fuga e soprattutto sui motivi del suo ritorno a casa.
Il film è tratto dal racconto Il ritorno di Joseph Conrad pubblicato nel 1898 nella raccolta Tales of Unrest ("Racconti inquieti" o "Racconti dell'inquietudine" nelle edizioni in lingua italiana). Mentre il racconto di Conrad era ambientato a Londra, la vicenda si svolgeva in un solo giorno, il protagonista era il marito, di nome Alvan Hervey, mentre la moglie faceva una breve apparizione nel finale e non aveva neanche nome, il film di Chéreau è ambientato a Parigi, è incentrato soprattutto sulla moglie e la vicenda si svolge nell'arco temporale di tre giorni.

## Critica
Pur riconoscendo grandi pregi, soprattutto formali, la critica ha rilevato alcuni difetti in questo film allorché fu presentato in concorso alla 62ª Mostra internazionale d'arte cinematografica di Venezia. Tullio Kezich ha giudicato il film "sbagliato" per la pretesa degli sceneggiatori di "migliorare Conrad" con invenzioni non sempre felici. Dario Zonta ha giudicato Gabrielle un film "di parola e di attori, immensamente statico", nonostante i mezzi del regista di movimentarlo grazie alla fotografia (l'alternanza di bianco e nero e colore, o l'uso espressionistico della musica). Lietta Tornabuoni su La Stampa del 6 settembre 2005 ha definito il film "da camera", consistendo in un lungo dialogo fra i due interpreti principali, peraltro di straordinaria bravura. Natalia Aspesi ha evidenziato i grandi pregi formali del film, sia del regista (l'occhiello recitava «In concorso il raffinato "Gabrielle" di Patrice Chéreau regista di cinema, teatro e opera, come sempre elegante») che degli interpreti e della «magnifica musica di Fabio Vacchi».

## Riconoscimenti
- Premi César 2006
  - Migliore scenografia a Olivier Radot
  - Migliori costumi a Caroline de Vivaise
- Festival di Venezia 2005
  - Leone speciale a Isabelle Huppert[5].

Hanno ottenuto candidature ai Premi César: Olivier Radot per Patrice Chéreau e Anne-Louise Trividic per Miglior adattamento; Isabelle Huppert come Miglior attrice; Guillaume Sciama, Benoît Hillebrant e Olivier Dô Hùu per il Miglior sonoro; Éric Gautier per la Migliore fotografia.